# Frauenwohnheim (Esslingen)
Das Frauenwohnheim in der Heilbronner Straße 20 in Esslingen am Neckar war ein Frauenwohnheim, das von einer rein weiblich besetzten Baugenossenschaft eingerichtet wurde.

## Vorgeschichte
Esslingen am Neckar war eine der wenigen Städte in Baden-Württemberg, die während des Zweiten Weltkriegs nur wenige Schäden davongetragen hatten. In der Nachkriegszeit gab es deshalb gegenüber dem Vorkriegsstand durch den Zuzug von Flüchtlingen einen Bevölkerungszuwachs von fast 50 Prozent von 48 732 Menschen im Jahr 1939 auf 71 186 im Jahr 1947. Wohnungssuchende wurden in einzelne Zimmer bereits belegter Wohnungen eingewiesen. Für alleinstehende Frauen gab es keine Möglichkeit, eine abgeschlossene Wohnung mit eigener Küche zu erhalten, da Familien bevorzugt behandelt wurden. Der Gemeinderat beschloss deshalb 1949, den Bau eines Wohnheims für alleinstehende berufstätige Frauen zu fördern.
Am 4. November 1949 fand die Gründungsversammlung einer gemeinnützigen Baugenossenschaft statt. Diese erhielt den Namen „Frauenwohnheim e. G. m. b. H., Esslingen a. N.“ 28 Frauen traten der Baugenossenschaft sofort bei. Bedingung war die Zahlung von 10 DM bei Abgabe der Beitrittserklärung sowie die Abnahme von mindestens einem Geschäftsanteil zum Preis von 300 DM. Ein sechsköpfiger Aufsichtsrat bestellte bereits zwei Wochen nach der Gründungsversammlung die drei Vorstandsmitglieder Hedwig Rümelin, Eugenie Imendörffer und Else Grüninger, die für die Verwaltung und Leitung der Baugenossenschaft zuständig waren. Diese wurde am 15. März 1950 beim Amtsgericht in das Genossenschaftsregister eingetragen. Bis zum April 1951 war die Zahl von 80 Mitgliedern erreicht, die notwendig war, um die Genossenschaft als gemeinnützig anerkennen zu lassen.

## Der Bau
Im April 1950 wurde ein beschränkter Wettbewerb unter sechs Architekten ausgeschrieben, die ein vierstöckiges Haus mit etwa 80 Wohneinheiten entwerfen sollten. Vorgabe war, dass möglichst alle Wohneinheiten mit einem Balkon versehen waren, teils sollten sie auch eigene Küchen und Nasszellen besitzen. Eine Zentralheizung, eine Hausmeisterwohnung und eine Waschküche sollten ebenfalls zur Ausstattung gehören. Man entschied sich für den Entwurf der Architekten Otto Schwarz und Ernst Kimmich, deren Kostenvoranschlag sich auf 550 000 DM belief. Als Baugrundstück für die zweiflügelige Wohnanlage wurde in einer Gemeinderatssitzung am 25. Oktober 1950 die Ecke Olgastraße/Alleenstraße (später Heilbronner Straße) vorgesehen. Finanziert wurde der Bau mit einem Darlehen des Württembergischen Gemeindeversicherungsvereins in Höhe von 100 000 DM, einer Hypothek von 200 000 DM der Kreissparkasse Esslingen, einem Staatsdarlehen in Höhe von 136 500 DM und eigenen Beiträgen der Genossenschaftsmitglieder. Dem Sonderkontingent für das Wohnungsbauprogramm 1951 des Landes sollten weitere 50 000 DM entnommen werden. Der Bauplan wurde am 18. Dezember 1950 genehmigt. Die Firmen Haug & Cie und Motz und Fischer wurden mit dem Bau beauftragt. Das Richtfest wurde am 6. Juni 1951 gefeiert. Am 29. November desselben Jahres wurde das Frauenwohnheim eingeweiht.

## Die Wohnungen
Da schon der Rohbau Kosten von 470 000 DM verursacht hatte, wurde an der Ausstattung der Wohnungen gespart. So wurden z. B. zwar Rollladenkästen, nicht aber die dazugehörigen Rollläden eingebaut. 
Im Hauptflügel des Frauenwohnheims wurden 16 Wohneinheiten mit je 35 m² erstellt. Diese besaßen außer einem Wohn- und einem Schlafzimmer jeweils ein Bad mit WC, eine Küche und eine Waschgelegenheit im Vorraum zwischen Küche und Bad. Ferner wurden im Hauptflügel noch 36 Wohneinheiten mit je 25 m² eingerichtet, die keine Badezimmer besaßen und zwischen denen sich jeweils eine Toilette befand, die von zwei Parteien genutzt wurde. Nur vier Wohneinheiten verfügten über eine Fläche von 45 m², auf der zwei Zimmer, Küche, Bad und Flur untergebracht waren. Alle Wohneinheiten im Hauptflügel waren mit Balkonen versehen.
Der Seitenflügel enthielt 24 Einzelzimmer mit je 14 m², die mit Waschbecken ausgestattet waren. Pro Stockwerk waren dies acht Zimmer, deren Bewohnerinnen sich jeweils zwei Toiletten und eine Küche teilen mussten. 
Auf jedem Stockwerk gab es auch zwei Gemeinschaftsbäder, die im Gegensatz zu den Wohneinheiten auch an die Warmwasserversorgung angeschlossen waren, während es in den Zimmern und Wohnungen nur Kaltwasseranschlüsse gab. Für die Benutzung der Badezimmer mussten die Bewohnerinnen sich auf einer Liste eintragen und pro Bad, dessen Zeit auf 45 Minuten beschränkt war und das werktags zwischen 20 und 21.30 Uhr stattfinden musste, eintragen. Für ein solches Bad mussten 60 Pfennige bezahlt werden. Die Badewannen hatten die Bewohnerinnen übrigens auf eigene Kosten und gesondert einbauen lassen müssen, da einer der Stadtoberen mit der Begründung, „völkische Blindgänger“ brauchten kein Bad, den Einbau im Zuge der Wohnheimerrichtung zunächst verhindert hatte.
Für die kleinsten Wohneinheiten mussten 30 DM Monatsmiete bezahlt werden, für die größten 70. An Nebenkosten fielen 4 DM für Hausmeister, Putzdienst, Müllabfuhr und Wasser an, zusätzlich 7 bis 17 DM für die mit Kohlen befeuerte Zentralheizung.
Die Grünanlage wurde von Helene Piffl, einer der ersten Bewohnerinnen, gestaltet und gepflegt. Dies wurde sogar in der Hausordnung festgehalten.

## Weitere Entwicklung
1962 wurde der Baugenossenschaft der Status der Gemeinnützigkeit aberkannt, weil sie nach der Errichtung des Frauenwohnheims keine weiteren Bauvorhaben mehr nachweisen konnte. Doch erst 1968 erfolgte ein Zusammenschluss mit der Baugenossenschaft Esslingen.
Vor 1987 wurde die Heizung auf Gas- und Ölbefeuerung umgestellt, im Dezember 2000 wurde das Haus an die Fernwärmeversorgung angeschlossen. Der Seitenflügel wurde bis 1987 nach und nach renoviert. Pro Stockwerk wurden statt der ursprünglichen acht Zimmer mit Gemeinschaftseinrichtungen fünf nach modernem Standard ausgestattete Wohnungen eingerichtet. Dies führte allerdings zu einer Mieterhöhung in diesem Flügel, der zahlreiche ehemalige Bewohnerinnen zum Umzug veranlasste.
Einige Bewohnerinnen lebten mehrere Jahrzehnte lang im Frauenwohnheim Esslingen. Erst zu Beginn der 1990er Jahre wurde der Name „Frauenwohnheim“ gestrichen und es durften auch Männer einziehen, obwohl etliche Bewohnerinnen sich dagegen verwahrt hatten.